# Voldemārs Šmits
Voldemārs Šmits (4 marzo 1918 – Stoccolma, 3 agosto 1975) è stato un cestista e pallavolista lettone.

## Carriera
Con la Lettonia ha disputato due edizioni dei Campionati europei (1937, 1939).